# Осио (Висконсин)
Осио (енгл. Osseo) град је у америчкој савезној држави Висконсин.

## Демографија
По попису из 2010. године број становника је 1.701, што је 32 (1,9%) становника више него 2000. године.
| Група             | 2000.         | 2010.         |
| Белци             | 1.651 (98,9%) | 1.646 (96,8%) |
| Афроамериканци    | 1 (0,1%)      | 1 (0,1%)      |
| Азијати           | 1 (0,1%)      | 2 (0,1%)      |
| Хиспаноамериканци | 6 (0,4%)      | 27 (1,6%)     |
| Укупно            | 1.669         | 1.701         |